# Stamokap
Stamokap, statsmonopolkapitalisme, marxistisk (kommunistisk) begreb der betegner situationen i de udviklede kapitalistiske lande, hvor monopolkapitalen siges at have underlagt sig den borgerlige stat, hvorved der er sket en sammensmeltning mellem ledelsen af monopolerne og statsapparatet.